# The Handmaid's Tale (opera)
The Handmaid's Tale (Il racconto dell'ancella) è un'opera lirica del compositore danese Poul Ruders. L'opera, su libretto di Paul Bentley, debuttò al Teatro reale danese di Copenaghen il 6 marzo 2000: il libretto, scritto in inglese, fu tradotto in lingua danese per l'occasione e l'opera venne rinominata Tjenerindens fortælling. La prima in lingua inglese, con il libretto originale, avvenne al London Coliseum di Londra il 3 aprile 2003. L'opera è tratta dal romanzo di Margaret Atwood Il racconto dell'ancella.

## Trama

### Prologo
È l'anno 2195 e il dodicesimo Simposio della repubblica di Gilead si sta incontrando in una videoconferenza. La Repubblica è stata fondata dopo che un gruppo di estremisti cristiani ha assassinato il Presidente e parte del Congresso per instaurare una dittatura basata sui principi biblici negli Stati Uniti. Nella repubblica di Gilead, le donne non posso lavorare né hanno il diritto di proprietà, e chi si oppone al regime viene portato al Centro Rosso, dove le donne vengono indottrinate dalle "zie" per diventare "ancelle" (Handmaids). Le ancelle vengono strappate dalle loro famiglie e mandate a vivere in famiglie sterili: il loro compito è giacere una volta al mese con il padrone di casa, per dare alla luce nuovi bambini. Il professor Pieixoto spiega la procedura e mostra una cassetta registrata da un'ancella in fuga, una donna che è stata strappata al secondo marito Luke e alla figlia.

### Preludio (il Centro Rosso)
Zia Lydia gestisce il Centro Rosso e deve affrontare un'emergenza quando Moira, una giovane prigioniera amica dell'ancella della cassetta, riesce a fuggire. La donna viene ritrovata e punita, ma riesce a fuggire al termine dell'indottrinamento, durante i festeggiamenti delle nuove ancelle. Un'altra detenuta, Jeanine, ha un crollo isterico.

### Primo Atto
L'ancella della cassetta viene assegnata alla figlia del comandante Fred, da cui prende il nome Offred ("di Fred"). Il capitano, sposato con Serena Joy, non riesce a procreare e cerca di incontrarsi con Offred per avere rapporti all'insaputa della moglie: tutto ciò è illegale: la procreazione dovrebbe avvenire solo una volta al mese, nel giorno stabilito, sotto gli occhi della moglie. Anche Nick, l'autista di Fred, nutre dei pericolosi sentimenti per l'Ancella, che ricambia. Un'altra ancella, Ofglen, accompagna Offred a fare la spesa e dal dottore, che propone all'ancella di metterla incinta lui stesso dato che il Comandante è molto probabilmente sterile. Offred rifiuta e, tornata a casa, Nick la informa che Fred la vuole vedere il privato. 
Jeanine (ora nota come Ofwarren) ha partorito e le mogli dei comandanti si riuniscono per festeggiare la nuova nascita. Nella notte, Offred visita il padrone di nascosto e, tornata in camera, scoppia in una risata isterica.

### Secondo Atto
Una mattina Rita, una domestica, trova Offred svenuta al suolo. La relazione clandestina con il comandante va avanti e una sera, durante la Cerimonia di Procreazione, Fred accarezza la coscia dell'ancella sotto gli occhi di Serena. Offred ha paura che questo gesto possa averli traditi, ma al comandante non importa. Mentre fanno la spesa, Offred ed Ofglen si confidano a vicenda le loro azioni illegali: la prima ha rapporti sessuali al di fuori del giorno prestabilito, la seconda è un membro della resistenza. Le due incontrano Jeanine, resa folle dal fatto che il figlio neonato sia stato soppresso perché non del tutto sano. Le guardie arrestano Jeanine e la conducono alla sua esecuzione. 
Senza sapere che Offred ha una relazione con il marito, Serena Joy sospetta che Fred sia sterile e cerca di far rimanere l'ancella incinta costringendola ad avere rapporti con Nick; Offred accetta, dato che Serena Joy le ha mostrato una foto della figlia e spera di poterla rivedere assecondando la padrona. Il giorno dopo, tutte le ancelle sono convocate per l'esecuzione pubblica di un presunto stupratore membro della resistenza: Ofglen conosce l'uomo e lo uccide per evitargli ulteriori tormenti. Intanto, Serena Joy scopre la tresca del marito e la polizia segreta arresta Offred.

### Epilogo
Il professor Pieixoto speiga che nessuno sa cosa sia successo a Offred.